# Галина гірка
Галина гірка — ландшафтний заказник місцевого значення. Об'єкт розташований на території Покровського району Донецької області, на території Миролюбівської сільської ради та Новоекономічної селищної ради.
Площа — 59 га, статус отриманий у 2018 році.
Правий берег річки Казений Торець та підвищення над ним, вкриті спочатку лучною, а надалі степовою та чагарниково-деревнною рослинністю з рідкісними та зникаючими видами, що занесені до Червоної книги України (тюльпан дібровний, ковила волосиста, ковила Лессінга, рястка Буше) та переліку регіонально рідкісних видів рослин (хвощ зимовий, ефедра двоколоса, белевалія сарматська).